# Glaciar Leverett
El glaciar Leverett es un glaciar de la Antártida de unos 90 km de largo y 7 km de ancho en su sector más amplio.

## Descripción
El Leverett fluye en dirección norte desde el Escarpe de Watson (Watson Escarpment), entre la Meseta Californiana y la Meseta de Stanford, para luego desviarse hacia el Oeste-Noroeste entre la cordillera de Tapley y la cordillera de Harold Byrd, para terminar en la Barrera de Hielo de Ross, cerca del Glaciar Scott. 
El glaciar Lerevett está ubicado en el camino que atraviesa las Montañas Transantárticas atravesando la carretera de McMurdo al Polo Sur (MMSPH), una ruta de abastecimiento de nieve compactada entre la base McMurdo y la base Amundsen-Scott. La MMSPH sale de la Barrera de Hielo de Ross cerca de su punto más meridional sobre el glaciar Leverett dirigiéndose en dirección a la meseta antártica.

## Descubrimiento
El glaciar fue descubierto en diciembre de 1929 en una misión de la Expedición antártica Byrd dirigida por Laurence McKinley Gould, quien lo nombró en honor a Frank Leverett, un eminente geólogo de la Universidad de Míchigan y una autoridad en la geología glacial del interior de Estados Unidos.